# Dichromodes atrosignata
Espèce
Synonymes
- Eubolia linda Butler, 1882[1]
- Panagra atrosignata Walker, 1861[1]

Dichromodes atrosignata est une espèce de lépidoptères (papillons) de la famille des Geometridae vivant en Australie.